# Annegret Richter
Annegret Richter, geborene Irrgang (* 13. Oktober 1950 in Dortmund), ist eine ehemalige deutsche Leichtathletin und Handelsvertreterin für Sportartikel, die in den 1970er-Jahren zu den weltbesten 100-Meter-Läuferinnen gehörte, 1972 und 1976 Olympiasiegerin wurde sowie zwei olympische Silbermedaillen gewann sowie 1976 Weltrekord über 100 Meter lief und somit die erfolgreichste deutsche Leichtathletin war.

## Leben und Karriere
Annegret Irrgang, Tochter des Rentners Rudolf Irrgang und dessen Ehefrau Else Irrgang, besuchte die Handelsschule und machte eine Ausbildung zum Bürokaufmann. Ihre sportliche Karriere begann sie als Jugendliche beim BV Teutonia Lanstrop, für den sie 1965 in Ahlen Westfälische B-Jugendmeisterin wurde.
Bei den Halleneuropameisterschaften 1970 in Wien wurde sie Sechste über 60 Meter. 1971 heiratete sie Manfred Richter. Im selben Jahr gewann sie Bronze bei den Halleneuropameisterschaften in Sofia über 60 Meter und Gold bei den Europameisterschaften 1971 in Helsinki in der 4-mal-100-Meter-Staffel.
Im Jahr 1972 holte Annegret Richter bei den Halleneuropameisterschaften in Grenoble Silber über 50 Meter. Bei den Olympischen Spielen in München wurde sie Fünfte über 100 Meter und siegte (in der Besetzung Christiane Krause, Ingrid Mickler-Becker, Annegret Richter, Heide Rosendahl) in der 4-mal-100-Meter-Staffel.
Bei den Halleneuropameisterschaften 1973 in Rotterdam folgte Doppelgold über 60 Meter und in der 4-mal-180-Meter-Staffel. 1974 wurde sie bei den Halleneuropameisterschaften in Göteborg Siebte über 60 Meter. Bei den Europameisterschaften in Rom wurde sie Fünfte über 100 Meter und gewann Silber in der 4-mal-100-Meter-Staffel.
Ihre größten Erfolge hatte sie bei den Olympischen Spielen 1976 in Montreal. Dort gewann sie Gold über 100 Meter, wobei sie ihre große Rivalin Renate Stecher bezwang, und zweimal Silber (im 200-Meter-Lauf, knapp hinter Bärbel Wöckel aus der DDR, und in der 4-mal-100-Meter-Staffel). Wenige Wochen vor Olympia hatte ihre Staffelkollegin Inge Helten mit 11,04 s einen Weltrekord über 100 Meter aufgestellt, den Richter im olympischen Halbfinale auf 11,01 s verbesserte. Aufgrund dieser Erfolge wurde sie ausgewählt, die Fahne der bundesdeutschen Mannschaft bei der Schlussfeier in Montreal zu tragen.
Einige Wochen später trat sie mit weiteren Olympiasiegern aus Montreal beim dritten (und letzten) Internationalen Abendsportfest der LG Ahlen an und gewann im Stadion ihrer B-Jugendmeisterschaft von 1965 die 100 Meter in 11,0 s, seitdem Weltrekord für Aschenbahnen.
Nachdem Marlies Göhr aus der DDR 1977 mit 10,88 s Weltrekord gelaufen war, beendete Richter zunächst ihre Karriere. Das Ziel, als erste Frau unter 11 Sekunden zu laufen, war nicht mehr erreichbar. Beim Leichtathletik-Weltcup 1977 gewann sie allerdings noch mit Elvira Possekel und den beiden Britinnen Andrea Lynch und Sonia Lannaman die 4-mal-100-Meter-Staffel für das Team „Europa“ vor den Läuferinnen der DDR.
Insgesamt errang Richter 31 deutsche Meistertitel. Das Silberne Lorbeerblatt erhielt sie 1971, 1972 und 1976. Des Weiteren bekam sie 1976 die Stadtplakette Dortmund und 1977 den Rudolf-Harbig-Gedächtnispreis. 1979 startete sie ein Comeback, wobei sie mit 11,01 s ihre alte Bestzeit einstellte. Bei den Deutschen Meisterschaften 1979 und 1980 errang sie erneut die Titel über 100 und 200 Meter; sie bezwang dabei 1979 die jeweils Zweitplatzierte Cornelia Schniggendiller und 1980 Christina Sussiek.
Bei den Olympischen Spielen 1980 in Moskau konnte sie aufgrund des westlichen Boykotts der Spiele nicht starten und zog sich daraufhin am Ende der Saison 1980 endgültig vom aktiven Wettkampfsport zurück. 1981 wurde sie mit dem „Eisernen Reinoldus“ der Stadt Dortmund geehrt.
Annegret Richter ist 1,67 m groß und wog in ihrer aktiven Zeit 52 kg. Sie startete als Erwachsene bis zuletzt für den OSC Dortmund.
Sie ist evangelisch, mit dem ehemaligen Hürdensprinter Manfred Richter (* 19. September 1949) verheiratet, mit dem sie zwei Kinder, darunter die Tochter Daniela, hat. Bis 1985 arbeitete sie halbtags als Verwaltungsangestellte der Stadt Dortmund. Danach wechselte sie zur Sportartikel-Firma Adidas. Inzwischen befinden sich Annegret Richter und ihr Mann im Ruhestand.

## Auszeichnungen
- 1976 Bronzener Bravo Otto
- 1977 Goldener Bravo Otto
- 1978 und 1979 Silberner Bravo Otto
- 1988 Verdienstorden des Landes Nordrhein-Westfalen[7]

## Bestleistungen
| Disziplin              | Bestleistung | Datum und Ort                                             |
| ---------------------- | ------------ | --------------------------------------------------------- |
| 50 m (Halle)           | 6,28 s       | 12. März 1972, Grenoble                                   |
| 60 m (Halle)           | 7,24 s       | 19. Februar 1977, Dortmund                                |
| 100 Meter (Aschenbahn) | 11,0 s       | 3. September 1976, Ahlen (Weltbestleistung, handgestoppt) |
| 100 Meter              | 11,01 s      | 25. Juli 1976, Montreal (Weltrekord)                      |
| 200 Meter              | 22,39 s      | 28. Juli 1976, Montreal                                   |
| 200 Meter (Halle)      | 23,22 s      | 26. Februar 1977, Sindelfingen                            |